# T6M-700
T6M-700 е модел трамваи на българското предприятие „Завод за трамваи – София“, произвеждан от 1985 до 1989 година.
Представлява съчленена мотриса с 200-киловатов двигател, 32 седящи места и преобладаващото в София междурелсие от 1009 mm. Произведени са 92 броя с номера 701 до 729 и 801 до 863, като към 2023 година част от тях продължават да се използват от Центъра за градска мобилност.